# Cinaglio
Cinaglio est une commune italienne de la province d'Asti, dans la région Piémont.

## Administration
| Période                                  | Période | Identité        | Étiquette    | Qualité |
| ---------------------------------------- | ------- | --------------- | ------------ | ------- |
| 2009                                     | 2014    | Fulvio Ferrero  | Lista civica | Maire   |
| 2014                                     |         | Valeria Dezzani | Lista civica | Maire   |
| Les données manquantes sont à compléter. |         |                 |              |         |

### Communes limitrophes
Asti, Camerano Casasco, Chiusano d'Asti, Cortandone, Monale, Settime.